# Wielki chłód
Wielki chłód – amerykańska tragikomedia z 1983 roku w reżyserii Lawrence'a Kasdana.

## Opis fabuły
Obiecujący naukowiec Alex popełnia samobójstwo. Na jego pogrzeb przybywają koledzy - absolwenci Uniwersytetu Michigan. Kiedyś wierzyli w hasła hipisów, ale życie zweryfikowało ich poglądy. Pogrzeb staje się dla nich okazją do rozrachunku swojego życia.

## Główne role
- Tom Berenger - Sam Weber
- Glenn Close - Sarah Cooper
- Jeff Goldblum - Michael Gold
- William Hurt - Nick Carlton
- Kevin Kline - Harold Cooper
- Mary Kay Place - Meg Jones
- Meg Tilly - Chloe
- JoBeth Williams - Karen Bowens
- Don Galloway - Richard Bowens
- inni

## Nagrody i nominacje
Oscary za rok 1983, nominacje:
- Najlepszy film – Michael Shamberg
- Najlepszy scenariusz oryginalny – L. Kasdan, Barbara Benedek
- Najlepsza aktorka drugoplanowa – Glenn Close

Złote Globy 1983, nominacje:
- Najlepsza komedia lub musical
- Najlepszy scenariusz - Lawrence Kasdan, Barbara Benedek

Nagrody BAFTA 1984, nominacja:
- Najlepszy scenariusz oryginalny - L. Kasdan, Barbara Benedek